# Ninjago : Le Soulèvement des Dragons
Production
Diffusion
Chronologie
Ninjago : Les Maîtres du Spinjitzu
Ninjago : Le Soulèvement des Dragons (Ninjago : Dragons Rising) est une série télévisée de super-héros ninja fantastique produite par The Lego Group et animée par WildBrain. Elle est la suite de la série originale Ninjago : Les Maîtres du Spinjitzu.
La série compte actuellement 60 épisodes de 22 minutes, répartis en 3 saisons de 20 épisodes. En France, les épisodes 11 à 14 de la saison 3 sortiront en avant-première mondiale le 28 août, tandis que les épisodes 15 à 20 sortiront le 4 septembre. 
Une série spin-off de 3 épisodes de 5 minutes, intitulée Ninjago Legends : La Terre des Monstres est également sortie le 15 juin 2025, suivant les aventures de Kai juste après la Fusion, après s'être retrouvé seul au milieu de la Terre des Monstres. 
Lors de la SDCC 2025, l'équipe de production a confirmée la sortie de la saison ainsi que du nouveau contenu pour Ninjago Legends en 2026 

## Synopsis
Quelque temps après l'affrontement final entre les Ninjas et l'Overlord, un cataclysme majeur entraîne l'unification des Seize Royaumes avec Ninjago : la Fusion. 
« En voyant mon petit quartier disparaître et une nouvelle ville émerger à l'horizon, j'ai réalisé que j'avais été le témoin direct de la Fusion. Le moment où tous les mystérieux Royaumes, dont je n'avais entendu parler que dans les histoires, ont fusionné avec Ninjago pour des raisons que personne n'a encore comprises. »

- Arin, S1E1

### Saison 1
Plusieurs années après la Fusion, Arin, un admirateur des Ninjas ayant appris seul le Spinjitzu, et Sora, une fugitive du Royaume d'Impérium aux pouvoirs mystérieux, sauvent le bébé dragon Riyu. Ils font la rencontre de Lloyd, le légendaire Ninja Vert, qui accepte de les prendre sous son aile et de les entraîner. 
Déterminés à percer les secrets de la Fusion, les Ninjas entament un long voyage à travers les Royaumes, durant lequel ils rencontrent de nouveaux alliés et retrouvent d'anciens amis. Mais le temps presse car les Griffes d’Impérium poursuivent leur chasse aux Dragons.
Pendant ce temps, dans la ville totalitaire d’Impérium reposant sur l'énergie vitale des Dragons, l’Impératrice Béatrix et Lord Ras continuent leur traque d'une espèce rare et mythique liée à la Fusion : les Dragons Source. Simultanément, les Tremblements de Fusion s'intensifient et menacent de détruire leur nouveau monde encore fragile

### Saison 2
Après la chute d’Impérium, Lord Ras et Jordana atteignent le Dojo de l’Ombre, où ils s’emparent du Gong de la Destruction. Cet artefact ancien confère aux Guerriers au Masque de Loup, ainsi qu’à Cinder, le nouveau Maître Élémentaire de la Fumée, une technique de combat dévastatrice : le Spin Destructeur. 
Pendant ce temps, au Monastère, Lloyd est assailli par des visions troublantes mettant en scène une Lune de Sang et de terribles dangers. Les Dragons Source lui révèlent l’existence d’un mystérieux Maître, le seul capable de leur enseigner une technique pouvant rivaliser contre le Spin Destructeur du Clan des Loups.
Les Ninjas se lancent alors à la recherche de ce Maître afin d’apprendre la technique du Dragon Rebelle avant que Ras ne complète le Rituel de la Lune de Sang et libère les êtres les plus redoutables des Royaumes Fusionnées : les Cinq Bannis. Pendant ce temps, dans l’ombre, le mystérieux Tournoi des Sources se prépare…

### Saison 3
Enfin libérés, les Cinq Bannis concluent un marché avec l’origine même de leurs sombres pouvoirs : Croc-de-Tonnerre, emprisonné par les Dragons Source depuis des millénaires. S'ils parviennent à réunir les cinq Lames Prismatiques pour le libérer, le légendaire Dragon du Chaos leur accordera des nouveaux pouvoirs pour rivaliser avec la technique du Dragon Rebelle.
De leur côté, les Ninjas sont toujours à la recherche de leurs amis disparus depuis la Fusion. Tandis que Nya, Kai et Braséra cherchent désespérément Jay, disparu après sa défaite au Tournoi des Sources, Lloyd, Frak, Sora et Riyu partent à la recherche d’Arin, qui a quitté les Ninjas pour suivre Ras, le seul capable de retrouver ses parents.
Nokt, Rox, Drix, Zarkt et Kur se lancent alors en quête des Lames Prismatiques avec l'aide des Draconiques corrompus, tandis que les Ninjas vont tenter de les arrêter avant qu'ils plongent les Royaumes Fusionnés dans le chaos en libérant Croc-de-Tonnerre…

## Saisons et diffusion

### Saisons
| Saisons | Saisons | Épisodes | France        | France           | France        | France           | États-Unis    | États-Unis       |
| Saisons | Saisons | Épisodes | Télévision    | Télévision       | Streaming     | Streaming        | Streaming     | Streaming        |
| Saisons | Saisons | Épisodes | Début         | Fin              | Début         | Fin              | Début         | Fin              |
| ------- | ------- | -------- | ------------- | ---------------- | ------------- | ---------------- | ------------- | ---------------- |
|         | S1      | 20       | 4 juin 2023   | 3 novembre 2023  | 1er juin 2023 | 19 octobre 2023  | 1er juin 2023 | 12 octobre 2023  |
|         | S2      | 20       | 31 mars 2024  | 16 novembre 2024 | 31 mars 2024  | 8 octobre 2024   | 4 avril 2024  | 3 octobre 2024   |
|         | S3      | 20       | 19 avril 2025 | 2025             | 11 avril 2025 | 4 septembre 2025 | 17 avril 2025 | 4 septembre 2025 |

### Mini-saisons
Les mini-saisons sont composées de mini-épisodes de durée variable. Elles s'établissent dans le canon de la série mais leur visionnage n'est pas nécessaire à la compréhension du fil principal de la série. Au contraire des épisodes, les mini-épisodes ne sont pas diffusés à la télévision mais seulement publiés sur la chaîne YouTube officielle de Lego.
| Mini-saisons | Mini-saisons | Épisodes | France         | France          | États-Unis     | États-Unis      |
| Mini-saisons | Mini-saisons | Épisodes | Streaming      | Streaming       | Streaming      | Streaming       |
| Mini-saisons | Mini-saisons | Épisodes | Début          | Fin             | Début          | Fin             |
| ------------ | ------------ | -------- | -------------- | --------------- | -------------- | --------------- |
|              | MS1          | 3        | 6 janvier 2024 | 12 janvier 2024 | 6 janvier 2024 | 12 janvier 2024 |

## Personnages
La série opte pour le fonctionnement d'une équipe en roulement constant, constituée d'un noyau fixe et d'une partie variable. Les personnages principaux sont Arin, Sora, Lloyd, Brasera et Riyu. Les personnages secondaires, eux, changent selon les épisodes et les saisons.  
- Arin (doublé par Corentin Burki): un fan des Ninjas ayant perdu ses parents pendant la Fusion. Il a appris seul le Spinjitzu en imitant les mouvements de ses héros, un exploit considéré jusqu'à présent impossible, et a découvert une nouvelle technique, le Lancer de Spinjitzu. Son chemin pour devenir un véritable Ninja est encore long, mais accompagné par son optimisme permanent et entraîné par son idole Lloyd, Arin compte bien y arriver un jour[3].
- Sora (doublée par Marie Braam): une ancienne citoyenne d'Impérium surdouée en technologie. La Fusion lui a permis de fuir le Royaume totalitaire d'Impérium après avoir découvert qu'il reposait sur la torture et la surexploitation des Dragons. Elle possède le Pouvoir Elémentaire de la Technologie mais ne peut pas l'utiliser sans que Riyu ne lui donne une étincelle élémentaire. Sora doit surmonter son manque de confiance pour atteindre son véritable potentiel[3]et pouvoir utiliser son pouvoir élémentaire sans cette petite étincelle.
- Braséra (doublée par Delphine Chauvier) : une enfant sauvage ayant élevée par Heatwave dans les Terres de Lave. La Fusion lui a donné le Pouvoir Elémentaire de la Chaleur. Des années plus tard, Heatwave est capturé par les Griffes d'Impérium, qu'elle poursuit jusqu'à être capturée à son tour. Elle est ensuite sauvée par Lloyd et rejoint l'équipe des Ninjas. Se voyant en elle, Kai décide de l'entraîner, déterminé à faire de Braséra une Ninja calme, forte et valeureuse.
- Lloyd Montgomery Garmadon (doublé par Thibault Delmotte): le légendaire Ninja Vert. S'étant retrouvé au monastère après la Fusion, il rencontre Arin et Sora et accepte de les entraîner pour qu'ils deviennent des Ninjas. Lloyd compte à tout prix retrouver ses amis, sa mère et son maître, perdus à travers les Royaumes Fusionnés, et découvrir les mystères que leur nouveau monde encore instable cache depuis la Fusion[3].
- Riyu (doublé par Brian Dummond): un bébé Dragon libéré des Griffes d'Impérium par Arin, Sora et Lloyd. Il est le seul capable de donner une étincelle élémentaire à Sora, lui permettant d'utiliser temporairement son Pouvoir Elémentaire. Riyu est extrêmement convoité par Lord Ras et l'Impératrice Béatrix mais ne peut pas se défendre tout seul[3].

## Production

### Développement
Après avoir animé 110 épisodes pour les saisons 11 à 15 de Ninjago : Les Maîtres du Spinjitzu, le studio d'animation WildBrain continue sa collaboration avec The Lego Group en animant la première saison et la deuxième saison de Ninjago : Le Soulèvement des Dragons.
Alors que Ninjago : Les Maîtres du Spinjitzu proposait des épisodes de 22 minutes animés par WilFilm lors des saisons 1 à 10 puis des épisodes de 11 minutes de la saison 11 à 15 lorsque le studio d'animation a changé en faveur de Wildbrain, la nouvelle série opte pour le retour des épisodes d'une durée de 22 minutes.
Dans le prolongement de la collaboration de long terme annoncée en 2022 entre The Lego Group et Epic Games (le studio américain de développement et de distribution de jeux vidéo), Wildbrain utilise le moteur de jeu vidéo Unreal Engine 5 créé par Epic Games eux-mêmes pour l'animation de ses épisodes, afin d'en améliorer la qualité.

### Écriture
Les scénaristes en chef de Ninjago : Le Soulèvement des Dragons sont Kevin Burke et Chris "Doc" Wyatt, qui connaissaient déjà l'univers après avoir écrit ensemble quelques épisodes pour Ninjago : Les Maîtres du Spinjitzu à partir de la saison 11. Ce duo est à l'origine d'autres séries telles que Transformers: Botbots, Star Wars Resistance et Stretch Armstrong et les Flex Fighters, et a notamment écrit des épisodes pour Les Tortues Ninja, Spider-Man et La Légende de Vox Machina.
Tout au long des saisons, les scénaristes en chef n'hésitent pas à ramener d'anciens personnages et concepts introduits dans Ninjago : Les Maîtres du Spinjitzu, afin de les développer davantage. Parmi ces personnages et concepts approfondis, on peut citer l'équipe originale des Ninjas, les Pouvoirs Elémentaires, les Seize Royaumes, les Dragons... Ainsi, la cohérence de l'univers de Ninjago dans son ensemble est renforcée. 
Asa Tait, producteur exécutif de la série, ajoute que Ninjago : Le Soulèvement des Dragons est « une véritable histoire qui avancera d'une saison à l'autre, contrairement à ce à quoi nous étions habitués avec Premier Empire et Le Maître de la Montagne, par exemple, des saisons pourtant consécutives n'ayant aucun lien entre elles ». Il souligne aussi le fait que dans la série originale, « vous pouviez passer d'une saison à une autre sans qu'elles n'aient vraiment de connections les unes avec les autres. Maintenant, on parle d'une série au sens premier du terme, signifiant que chacune des saisons de Ninjago: Le Soulèvement des Dragons va aider à la construction d'une conclusion massive, bien plus que ce qu'à été Cristallisés » Il finit par nous informer que le fil narratif de la nouvelle série est « d'ores et déjà entièrement planifié pour les années à venir ».
Etant donné que chaque saison de 20 épisodes est divisée en deux parties de 10 épisodes pour sa diffusion, les spectateurs restent plusieurs mois sans nouveau contenu entre les deux parties d'une même saison. Ainsi, les scénaristes pensent et écrivent chaque saison en faisant attention à les connecter entre elles, tout en faisant en sorte que tous les 10 épisodes, la série atteigne un climax narratif (la libération des Dragons dans l'épisode 10 de la saison 1, la fin des Tremblements de Fusion dans l'épisode 20 de la saison 1, le Rituel de la Lune de Sang dans l'épisode 10 de la saison 2, la conclusion du Tournoi des Sources dans l'épisode 20 de la saison 2 et la libération de Croc-de-Tonerre avant qu’il ne soit vaincu par les ninjas dans l’épisode 10 de la saison 3).

### Musique

#### Thème principal
Le thème principal de la série est le titre We Rise, composée par Jody Tompkins et interprétée par Théofania Pavli. La musique est utilisée dans le générique de la série. La musique entière a été publiée le 17 mai 2023 sur la chaîne YouTube officielle de LEGO.
Contrairement au thème principal de Ninjago : Les Maîtres du Spinjitzu intitulé The Weekend Whip, la section de We Rise contenue dans le générique est traduite et ses paroles sont retranscrites dans au moins trente langues différentes.

#### Composition musicale
On retrouve Michael Kramer et Jay Vincent à la composition des bandes-son de la saison 1, un duo qui a composé la majorité des bandes-son de Ninjago : Les Maîtres du Spinjitzu, et Adam Dib, qui avait déjà participé à la composition de quelques bandes-son pour la série précédente. 

## Battage médiatique et promotion

### Annonce de la série
Le 24 juillet 2022, lors de la San Diego Comic-Con 2022, après avoir révélé que la fin de la quinzième et dernière saison de Ninjago : Les Maîtres du Spinjitzu sortirait courant octobre 2022, les scénaristes présents sur place ont précisé que cette ultime saison ne signait cependant pas la fin de l'univers. En effet, une image a ensuite été montrée au public, où l'on pouvait lire « À venir en 2023 - Ninjago - toute nouvelle série ». Kevin Burke et Chris "Doc" Wyatt ont tenu à rassurer les fans de l'univers en précisant que cette nouvelle série ne serait pas un reboot de la série originale.
Le 1er avril 2023, une courte vidéo sur la chaîne YouTube de LEGO est publiée, intitulée « NINJAGO | Une tempête s'annonce. Et rien ne sera plus comme avant... ». Elle fait office de teaser et annonce officiellement la nouvelle série sans pour autant en révéler le titre.
Le 5 avril 2023, une vidéo plus longue est publiée, intitulée « NINJAGO | Prochainement | C'est en train d'arriver... ». Elle met en scène les personnages de Lloyd et Maître Wu ayant une discussion avant d'être interrompus par l'avènement de la Fusion. Cette vidéo introduit brièvement le concept de la Fusion mais ne révèle toujours pas le titre de la nouvelle série.
Le Modèle:Date \7 avril 2023, une chasse aux indices est lancée par l'équipe de production de la série, demandant à la communauté de chercher et fusionner les 5 fragments d'une image afin de découvrir le titre de la série.
Le 11 avril 2023, un site dédié à la série est mis en ligne par LEGO. On y trouve les silhouettes de nouveaux personnages, les vidéos YouTube postées jusque-là mais également un compte à rebours indiquant le 1er juin 2023, soit la date de sortie de la première saison. Le site est ensuite mis à jour régulièrement lors de la publication de nouvelles vidéos.
Le 15 avril 2023, le dernier fragment est publié par LEGO sur X et le titre de la série est finalement dévoilé. La série s'intitule Ninjago : Le Soulèvement des Dragons (Ninjago: Dragons Rising en anglais).
Le 9 mai 2023, The Lego Group publie un article au sujet de la nouvelle série, détaillant sa direction et ses enjeux.

## Produits dérivés
Comme pour toutes les séries appartenant à The Lego Group et à la manière de Ninjago: Les Maîtres du Spinjitzu, des ensembles LEGO dérivés de Ninjago: Le Soulèvement des Dragons sont mis en vente. Chacun de ces ensembles est basé sur des éléments de la série télévisée. Cependant, ces ensembles ne sont pas établis dans le canon de la série, signifiant que les actions et personnages présentés dans les ensembles ne sont pas fidèles aux événements et personnages de la série.